# موریون (کلاه‌خود)
موریون (انگلیسی: Morion) یک نوع کلاه‌خود نظامی است که در قرن شانزدهم و هفدهم میلادی در اروپا رایج بود. این کلاه‌خود به خاطر شکل خاص خود که دارای یک تاج بلند و نوک تیز است، شناخته می‌شود.
موریون معمولاً از جنس فولاد ساخته می‌شد و برای محافظت از سر سربازان در جنگ استفاده می‌شد. این کلاه‌خود در ابتدا توسط پیاده‌نظام اسپانیایی استفاده می‌شد، اما به سرعت در سراسر اروپا محبوبیت پیدا کرد.
موریون‌ها در طرح‌ها و سبک‌های مختلفی ساخته می‌شدند، اما همگی دارای تاج بلند و نوک تیز بودند. برخی از موریون‌ها دارای تزئینات پیچیده‌ای مانند پر، تاج گل یا نقش‌های برجسته بودند.
این کلاه‌خود در طول قرن هفدهم میلادی به تدریج از مد افتاد و جای خود را به کلاه‌خودهای دیگری داد. با این حال، موریون به عنوان یک نماد از دوران رنسانس و جنگ‌های مذهبی اروپا باقی مانده است.